# Blepharis sericea
Blepharis sericea är en akantusväxtart som beskrevs av K. Vollesen. Blepharis sericea ingår i släktet Blepharis och familjen akantusväxter. Inga underarter finns listade i Catalogue of Life.